# كتلة الكاكاو
كتلة الكاكاو (أو سائل الشوكولاتة) عبارة عن مصطلح في صناعة الشوكولاتة يشير إلى المادة الصافية والسائلة من الكاكاو. تحوي ثمار الكاكاو على كميات متساوية تقريباً من قطع كاكاو صلبة وزبدة الكاكاو.
ينتج مشروب الكاكاو الكحولي من حبوب الكاكاو التي تخمر وتجفف وتحمص وتفصل من القشرة التي عليها. تطحن الحبوب إلى كتلة الكاكاو (العجينة)، ثم تصهر لتصبح على شكل سائل liquor، والذي إمّا أن يفصل إلى مسحوق كاكاو وزبدة كاكاو، أو أن يبرّد ويصاغ على شكل قوالب وألواح تباع على شكل شوكولاتة غير محلّاة (مرّة).
تحتوي نشرة ب الكاكاو نقريباً على 53% زبدة كاكاو (دهن)، 17% كربوهيدرات، 11% بروتين، 6% عفص، 1.5% ثيوبرومين.

## اقرأ أيضاً
- زبدة الكاكاو
- كاكاو
- شوكولاتة